# Tarvo

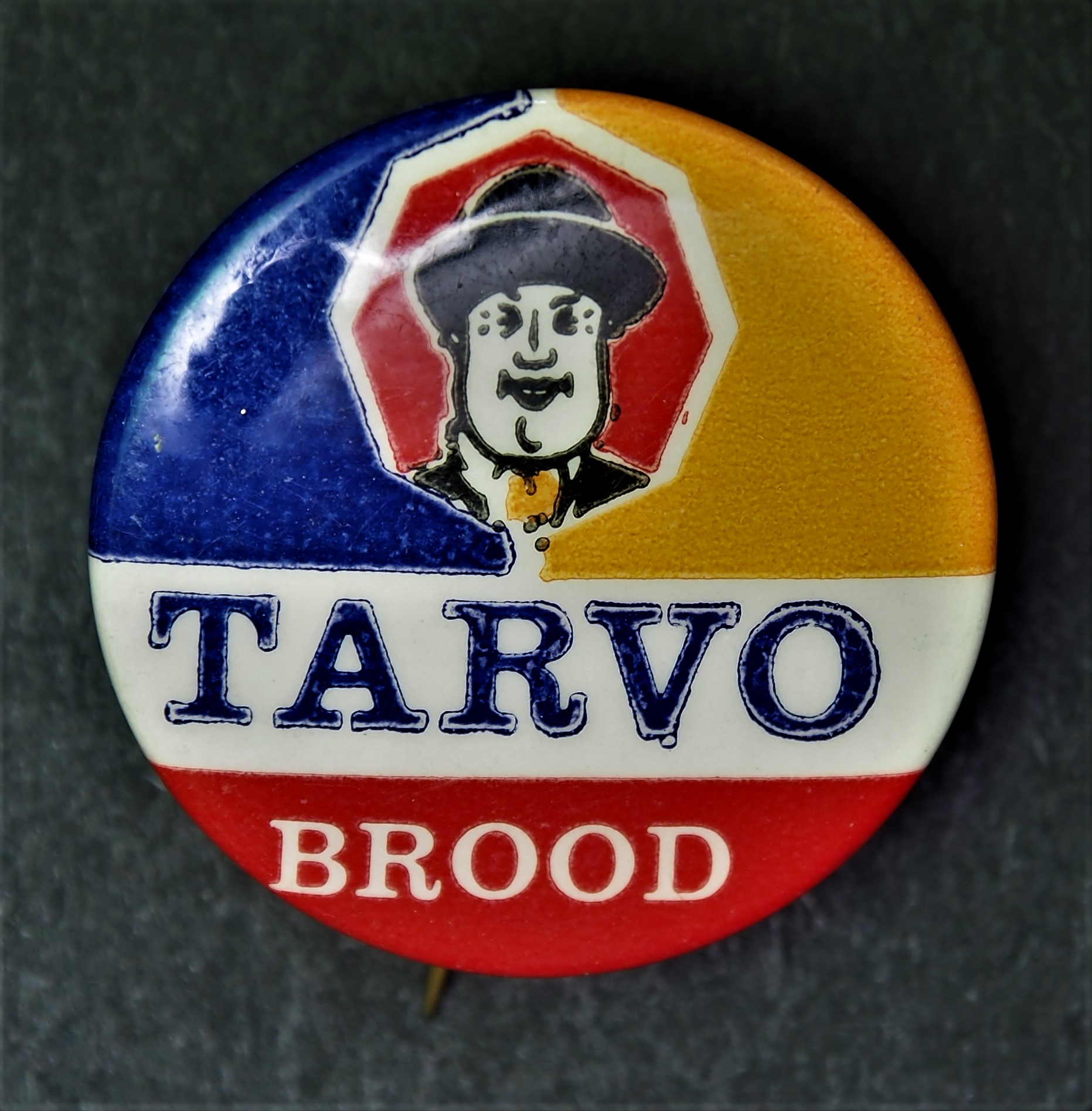
Reclamespeldje met logo van Tarvo

Tarvo is een merknaam voor een lichtbruin soort brood, dat gekenmerkt wordt door een zachte korst, en het feit dat er geen korrels of pitjes in het brood zitten.
Het merk Tarvo werd in 1933 geïntroduceerd en is daarmee het oudste nog bestaande Nederlandse broodmerk. De naam is een samentrekking van tarwe en Vos, de naam van de molenaar die het speciale moutmeel ontwikkelde waarvan Tarvo wordt gebakken. In 2004 zijn er ruim 7 miljoen tarvobroden verkocht.
In 1972 nam meelproducent Meneba het merk met de producent (waar toen 15 personen werkzaam waren) over om deze in 2005 te verkopen aan de bakkerijorganisaties Bakkersland, Bake Five en Kamps Quality Bakeries, die voor de exploitatie van het merk de VOF Tarvo oprichtten. In 2010 ging VOF Tarvo zelfstandig verder, anno 2024 schijnt de merknaam niet meer zelfstandig te bestaan.